# Stenus exasperatus
Stenus exasperatus är en skalbaggsart som beskrevs av Benick. Stenus exasperatus ingår i släktet Stenus och familjen kortvingar. Inga underarter finns listade i Catalogue of Life.